# Sam Most

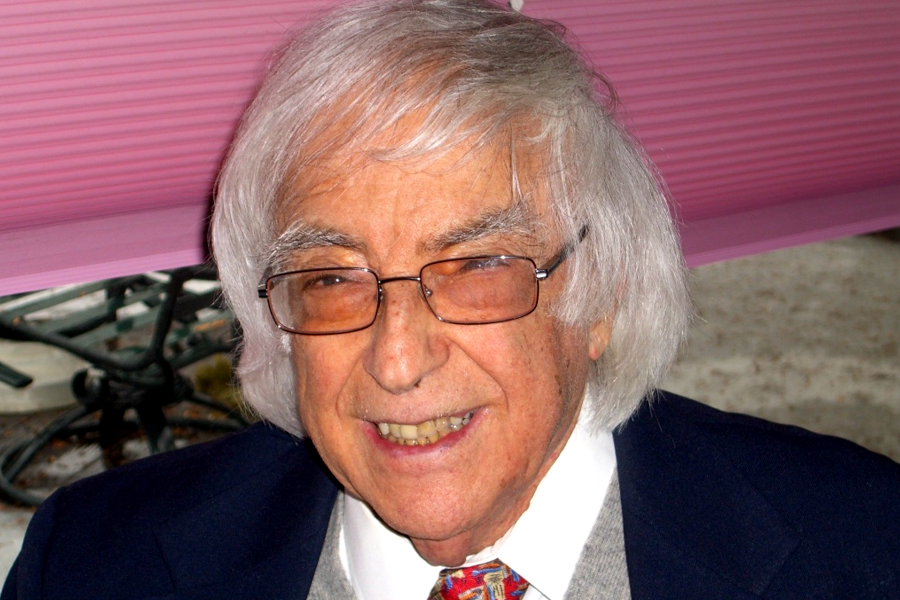
Sam Most (2009)

Sam Most (* 16. Dezember 1930 in Atlantic City, New Jersey; † 13. Juni 2013 in Los Angeles, Kalifornien) war ein US-amerikanischer Flötist und Tenorsaxophonist des Cool Jazz und Bebop. Er galt als einer der Pioniere und virtuosen Spieler der Jazzflöte; nach Ansicht von Leonard Feather war er der „erste kreative Jazzflötist.“

## Leben und Wirken
Most wuchs in der New Yorker Bronx auf. Der jüngere Bruder des Klarinettisten Abe Most orientierte sich zunächst am Bruder. Nach Abschlüssen am City College und der Manhattan School of Music spielte er ab 1948 in den Bigbands von Tommy Dorsey (1948), Boyd Raeburn und Don Redman. Vermutlich 1948 erhielt er seine erste Flöte. Die ersten Aufnahmen unter eigenem Namen machte er 1953; dort enthalten war der auf der Flöte interpretierte „Undercurrent Blues“ von Benny Goodman, dessen Interpretation andere Musiker wie Herbie Mann stark beeinflusste; im Folgejahr wurde Most im Kritikerpoll des Down Beat als „neuer Star“ gekürt. Weitere Alben in den 1950er Jahren folgten (bei Bethlehem, Debut, Prestige und vanguard), mit denen er seinen Ruf als einer der melodisch besten Jazzflötisten begründete und auf denen er teilweise auch Klarinette spielte. 1959 bis 1961 war er Mitglied der Band von Buddy Rich und zog dann nach Los Angeles, wo er als Studiomusiker arbeitete. Er nahm weiter eigene Alben auf (in den 1970er Jahren bei Xanadu, beispielsweise Mostly Flute 1976 und Flute Flight 1976) und spielte in Clubs im Raum Los Angeles, teilweise mit seinem Bruder Abe.
Most spielte unter anderem mit Herbie Mann, Ray Brown, Louie Bellson, Red Norvo, Ali Ryerson und Tamami Koyake, des Weiteren mit dem Kunstpfeifer Ron McCroby. Im Bereich des Jazz war er laut Tom Lord zwischen 1953 und 2010 an 93 Aufnahmesessions beteiligt. zuletzt mit Mort Weiss (Meets Bill Cunliffe). Zu hören ist er u. a. auch auf  Carl Saunders’ Album The Lost Bill Holman Charts (2007).
2001 drehte Edmond Goff über ihn den Dokumentarfilm Sam Most – Jazz Flutist. Most war Anhänger des Bahaitums und arbeitete mit anderen Bahai-Musikern zusammen.

## Diskographische Hinweise
- Bebop Revisited, Vol. 3 (Xanadu Records, 1954)
- The Herbie Mann-Sam Most Quintet (Avenue, 1955)
- Mostly Flute (Xanadu Records, 1976)
- Flute Flight (Xanadu Records, 1976)
- From the Attic of My Mind (Elemental/Xanadu, 1978)
- Flute Talk  (Xanadu, 1979)